# Obidowiec (polana)
Polana Obidowiec – polana na szczycie Obidowca w Gorcach, na wysokości 1070–1110 m n.p.m. Ma powierzchnię 5,65 ha i jest w większości zarośnięta borówczyskami oraz bliźniczką psią trawką – gatunkiem trawy charakterystycznym dla suchych i jałowych gleb. Na niewielkiej powierzchni występuje łąka mieczykowo-mietlicowa, na której występuje m.in. dzwonek rozpierzchły, pięciornik złoty i kilka gatunków przywrotników. Wiosną zakwita szafran spiski. Na żerowanie przychodzą tutaj jarząbki, drozd obrożny i drozd śpiewak, poszukujące młodych pędów roślin, owoców, czy drobnych bezkręgowców. Często zaobserwować można krążące ponad polaną ptaki drapieżne: pustułkę czy myszołowa.
Polana ma duże walory widokowe – widać stąd dobrze Tatry i Beskid Wyspowy. Opracowana przez Gorczański Park Narodowy tablica informacyjna na polanie zawiera panoramę widokową z opisem oglądanych szczytów. Na polanie znajduje się niszczejący szałas. Po zaprzestaniu użytkowania polana stopniowo zarasta lasem.
Polana znajduje się na obszarze Gorczańskiego Parku Narodowego (obwód ochronny Suchora), w granicach wsi Poręba Wielka w województwie małopolskim, w powiecie limanowskim, w gminie Niedźwiedź.

## Szlaki turystyki pieszej
odcinek: Rabka-Zdrój – Tatarów – Maciejowa – Przysłop – Bardo – Jaworzyna Ponicka – Pośrednie – Schronisko PTTK na Starych Wierchach – Groniki – Pudziska – Obidowiec – Rozdziele – Turbacz. Odległość 16,7 km, suma podejść 970 m, suma zejść 220 m, czas przejścia 5 godz. 35 min, z powrotem 4 godz. 50 min.
 Koninki – Jaworzyna (Porębska) – Tobołów – Starmaszka – Suchora – Obidowiec. Odległość 4,1 km, suma podejść 610 m, suma zejść 40 m, czas przejścia 1 godz. 50 min, ↓ 1 godz. 10 min

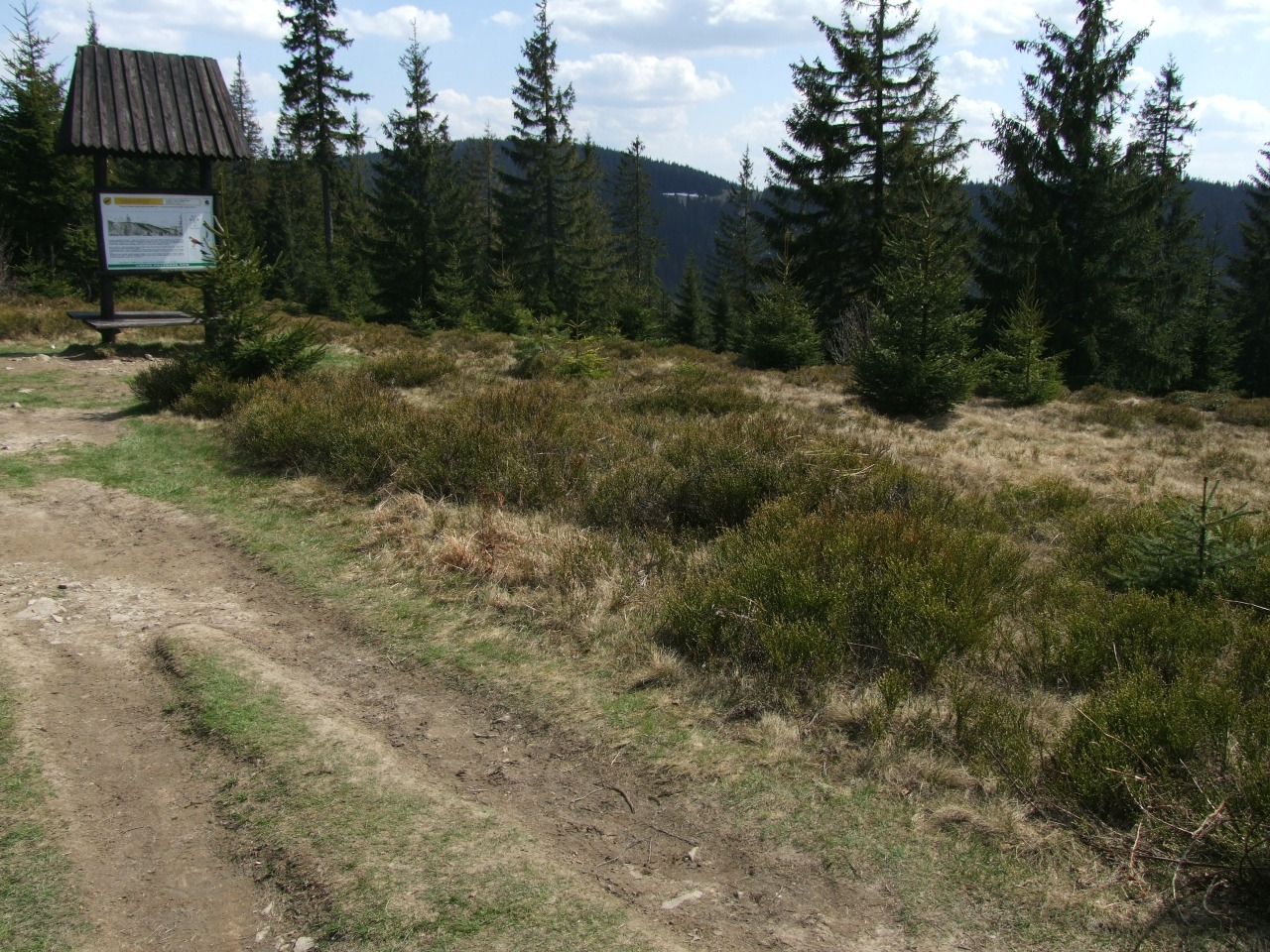